# Selliguea brooksii
Selliguea brooksii là một loài thực vật có mạch trong họ Polypodiaceae. Loài này được (Alderw.) Hovenkamp miêu tả khoa học đầu tiên năm 1998.